# The Breaker
The Breaker (브레이커, El rompedor) es una serie de manhwa escrita por jeon Geuk-jin e ilustrada por PARK Jin-Hwan (Kamaro) que fue publicada en la revista Young Daiwon de la editorial Daiwon C.I.. La obra narra la historia de un joven estudiante llamado Yi Shi-oon, que sufre todos los días los abusos de una pandilla de su clase. Un día, llega a la escuela un nuevo profesor no muy ordinario, Han Chun-woo, quien le enseñara a luchar a Shi-oon y lo introducirá al oscuro y doloroso mundo del murim, el mundo de las artes marciales. El manhwa se publicó entre 2007 y 2010, llegando a ser recopilados todos sus capítulos en 10 tomos.
En el 2010 una segunda parte de la serie realizada por los mismos autores fue lanzada bajo el nombre de The Breaker: New Waves (브레이커NW, El Rompedor: Nuevas Olas). 

## Argumento
Chunwoo Han es un artista marcial que se ha ganado el título del Dragón de Nueve Artes (Goomoonryong en coreano) del Murim, una sociedad secreta de artes marciales que existe en armonía con la sociedad moderna actual. El gobierno del Murim es la Alianza de Artes Marciales que se ha ganado el odio de Chunwoo matando a su maestro de artes marciales. 
Por otro lado, en el presente, Shiwoon Yi es víctima de bullying por parte de sus compañeros del colegio en Seúl. Mismo lugar al que llega Chun-Woo en una misión otorgada por el Grupo de Defensa Bosque Negro, un grupo antigubernamental que se opone a la Alianza de Artes Marciales. Por casualidad, Shiwoon es testigo del poder de combate de Chun-Woo y le pide que sea su maestro en las artes marciales.
Chunwoo inicia su misión y libera a Sosul, la jefa del Clan Sunwoo, parte de la Alianza de Artes Marciales. Mientras Chunwoo se prepara para abandonar el país, la Alianza de Artes Marciales toma a Shiwoon como rehén y lo obliga a intervenir. En el conflicto, Chunwoo renuncia públicamente a Shiwoon como su discípulo y destruye su centro Qi, lo que paraliza su potencial como artista marcial. Al hacerlo, Shiwoon ya no se considera parte de Murim y estará protegido por la ley de aquellos artistas marciales que deseen vengarse de Chunwoo a través de Shiwoon. Posteriormente, Shiwoon es recibido por el clan Sunwoo, quien revela que Sosul dejó estipulado que él fuera su sucesor.
La secuela The Breaker: New Waves continúa con Shiwoon, que ha renunciado a su puesto como jefe del Clan Sunwoo. Mientras tanto, la Alianza de Artes Marciales está perdiendo su control sobre el mundo y un nuevo grupo, cuyo acrónimo es SUC, comienza a aterrorizar a los ciudadanos normales bajo el nombre del Dragón de Nueve Artes. Shiwoon se familiariza con Sera Kang, quien organiza una serie de eventos y restaura con éxito el centro Qi de Shiwoon. Después de enterarse de la existencia de SUC, Shiwoon decide destruirlos por ensuciar el nombre de su maestro.

## Personajes
- Yi Shi-oon (이시운): Junto con Han Chun-woo, es el protagonista de la serie. Es un joven debilucho, que es intimidado por una pandilla de su clase. Después de conocer el poder de su maestro le suplica que le deje ser su discípulo para hacerse más fuerte y poder defenderse. A pesar de ser de personalidad débil, tiene un gran talento, pues es capaz de aprender cualquier técnica observándola únicamente una vez.

- Han Chun-woo (한천우): Es el protagonista de la serie y llega como sunsengnim (profesor en coreano) al instituto de los nueve dragones, pero en realidad es el Goo Moon Ryong (dragón de las nueve artes) el artista marcial más poderoso, quien es perseguido por el Murim (una organización de artes marciales).

- Lee Shi-hoo (이시호): Llega al instituto de los nueve dragones como enfermera, pero en realidad es una artista marcial muy capaz. Está enamorada de Chun-woo y es la persona que le da el ilwol shin-dan a Shin-woo.